# Nouveaux philosophes
De term nouveaux philosophes is een uitgeversetiket dat geplakt is op een bonte stoet van Franse denkers, onder meer op de bedenker van de term zelf, werkzaam bij uitgeverij Grasset, Bernard-Henri Lévy en voorts op André Glucksmann (die zich echter van begin af aan sterk tegen inlijving bij deze 'school' verzette), Pascal Bruckner, Jean-Paul Dollé, Christian Jambet, Guy Lardreau, Jean-Marie Benoist en Philippe Nemo.
Zij hadden gemeenschappelijk - behalve dat zij bij Grasset werden uitgegeven - dat de meesten van hen begin jaren 70 in Frankrijk optraden als critici van een aanvankelijk door hen zelf aangehangen geloof in de "linkse" filosofie die toen (nog) in de mode was, zoals de filosofie van Sartre en het (post)-structuralisme. Zij klaagden deze denkwijzen - en de er vaak mee geassocieerde politieke standpunten - aan, omdat die collectivisme en ideologie hoger achtten dan het menselijk individu. Als zodanig werden deze "linkse" ideeën onder dezelfde noemer geplaatst als de antihumanistische traditie van Nietzsche en Heidegger.
De nouveaux philosophes wierpen een nieuw licht op de waarde die traditioneel aan de machtsfactor werd toegekend en die was meegegeven door of toegedicht aan het van Hegel en Marx overgeërfde gedachtegoed. Aldus betwistten zij het (Franse) stereotype dat een intellectueel noodzakelijkerwijs links zou zijn, zoals geïllustreerd werd door Jean-Paul Sartre of, vanuit een geheel andere gezichtshoek, Michel Foucault.
Belangrijk inspiratoren waren ten eerste de wel als peetvader geziene en tot het christendom teruggekeerde nouveau philosophe 'avant la lettre' Maurice Clavel en de joodse filosoof Emmanuel Lévinas.
De affiniteit van sommige nieuwe filosofen lijkt groot te zijn met het - wellicht mede onder hun invloed - veranderende denken van een tijdgenoot als Philippe Sollers maar ook met Alain Finkielkraut en Pascal Bruckner.
De aanduiding 'nieuwe filosofen' is misschien een verwijzing naar de filosofen van de toekomst die Nietzsche aankondigde in zijn boek Voorbij goed en kwaad. De 'beweging' werd scherp bekritiseerd door Gilles Deleuze, die sprak van de terugkeer naar het traditionele eenheidsdenken, ook wel aangeduid als identiteitsfilosofie, en dualistische tegenstellingen, waartegen zijn generatie gestreden had.
Een introductie tot het denken van bovengenoemde filosofen alsmede tot dat van Maurice Clavel, Gilles Susong en Michel Guérin, bood Günther Schiwy al in een overzicht uit 1978, een jaar later in het Frans verschenen met als ondertitel op de cover: "terugkeer naar de metafysica".

## Voetnoten
1. ↑  Jenseits von Gut und Böse - Friedrich Nietzsche: Erstes Hauptstück: Von den Vorurtheilen der Philosophen
2. ↑  Kulturrevolution und "Neue Philosophen", Rowohlt, Reinbek bei Hamburg, 1978, (in 1985 verschenen als: Poststrukturalismus und "Neue Philosophen")
3. ↑  Les nouveaux philosophes: le retour de la métaphysique, Denoël/Gonthier, Parijs, 1979